# Palácio Arquiepiscopal de Salvador

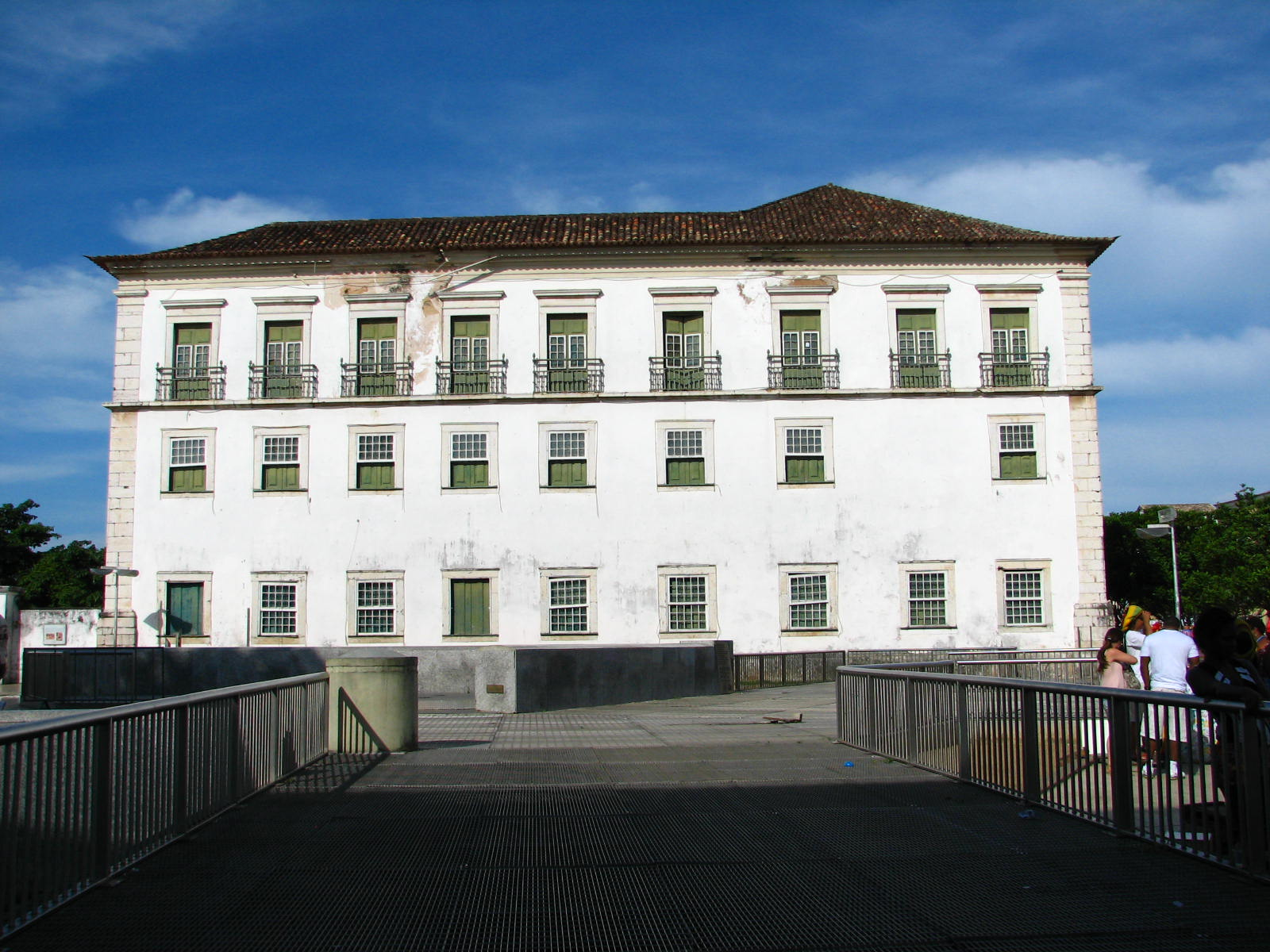
O Palácio em 2010.

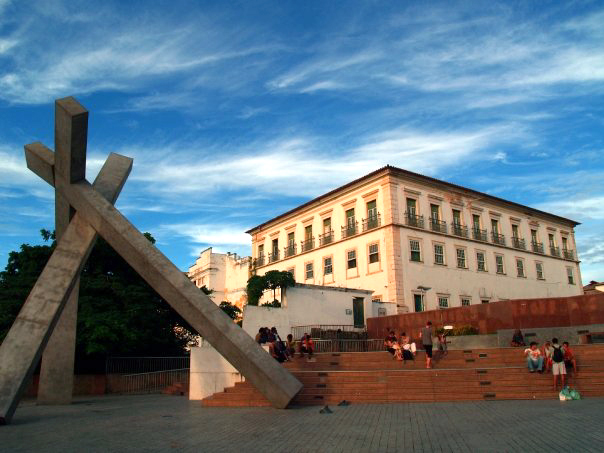
Monumento da Cruz Caída perto do lugar da antiga catedral e Palácio dos Arcebispos ao fundo.

O Palácio Arquiepiscopal de Salvador, também conhecido como Palácio do Arcebispado de Salvador, Palácio Arquiepiscopal da Sé, localiza-se na Praça da Sé, na zona histórica do Pelourinho da cidade de Salvador, no Brasil. O palácio foi construído no início do século XVIII e é um dos melhores exemplos de arquitetura civil do período colonial no país.

## História
A história do atual paço dos arcebispos começa em 1705, quando uma carta régia autoriza a construção de uma residência para os arcebispos no Terreiro de Jesus, perto da Igreja Jesuíta de Salvador. Em 1707, decide-se pelo uso de outro terreno, ao lado da antiga Sé da cidade, onde se encontrava uma ermida da Irmandade de São Pedro dos Clérigos. As obras logo tem início e são concluídas em 1715.
O palácio tem fachada principal com três pavimentos e uma entrada marcada por um monumental portal em pedra de Lioz e decorado com um brasão ladeado por volutas. O brasão é o de D. Sebastião Monteiro da Vide, arcebispo de Salvador (1701-1722) à época da construção do edifício. As janelas dos dois primeiros pisos são de peitoril e o pavimento nobre, o mais alto, tem janelas com balcões e gradis de ferro. O interior está organizado ao redor de um pátio central.
Antigamente havia um passadiço que ligava o palácio à antiga Sé, demolida em 1933. Atualmente o espaço da igreja demolida, ao lado do palácio, é ocupado por uma praça. O palácio foi tombado pelo IPHAN em 1938.
Em 2002, a administração da Arquidiocese foi transferida do lugar para a de São Salvador da Bahia.[carece de fontes?]
Em estado de abandono o IPHAN irá bancar uma reforma estrutural no espaço que prevê, dentre outras intervenções, a restauração completa do prédio, da fundação às esquadrias e gradis, além de serem instalados laboratórios de restauração de documentos, junto com um espaço para pesquisas.